# Autoserica umbilicata
Autoserica umbilicata är en skalbaggsart som beskrevs av Brenske 1898. Autoserica umbilicata ingår i släktet Autoserica och familjen Melolonthidae. Inga underarter finns listade.